# Living Sky
Living Sky ist ein Jazzalbum des Sun Ra Arkestra unter der Leitung von Marshall Allen. Die am 15. Juni 2021 im Rittenhouse SoundWorks in Philadelphia entstandenen Aufnahmen erschienen am 7. Oktober 2022 auf dem Label Omni Sound bzw. New York/Istanbul. Der Titel des Albums lehnt sich an „Portrait of the Living Sky“ vom Sun-Ra-Album Super-Sonic Jazz (1957) an.

## Hintergrund
Sun Ras „Botschaft der interstellaren Utopie habe erfordert, dass die Musik lebt und atmet, um ein neues und empfängliches Publikum zu erreichen, anstatt den Nostalgieknochen zu kitzeln“, schrieb Michael J. West in Bandcamp. Für Living Sky, die zweite Studioaufnahme des Arkestra seit 1998, ergänzte Allen selbst das Repertoire; drei der sieben Tracks des Albums sind seine Kompositionen. Der Titel „Marshall’s Groove“ deutet auf eine Art Erkennungsmelodie für Allen hin; stattdessen ist es genau die Art von langsamer, psychedelischer Meditation, auf die sich Ra um 1960 spezialisiert habe, schrieb Michael J. West: zu gleichen Teilen Drone, Bebop, Blues und Afro-Soul. Auch seine Ballade „Firefly“ erinnere an Sun Ras Ausbildung in den Swingbands der 1940er-Jahre – sie stellt Allens eigenes kreischendes Saxophon (plus Solo-Beiträge von Vincent Chancey und der Posaunistin Adriene G. Davis) vor eine üppige langsame Tanzkulisse.
Das Repertoire umfasst Stücke jüngeren Jahrgangs aus der Feder von Allen, die eine Vielzahl klassischer Materialien ergänzen, die in diesem Zusammenhang einen entschieden sanfteren Farbton annehmen. Zu den Stücken aus dem historischen Arkestra-Repertoire gehören Sun Ras „Somebody Else’s Idea“, das erstmals 1955 mit June Tyson aufgenommen wurde, später auch zu hören auf My Brother the Wind Volume II und Beyond the Purple Star Zone, hier von Allen gespielt mit einem Blaswandler (EVI), sowie die aus dem Walt-Disney-Film Pinocchio stammende Melodie „Wish Upon a Star“, ein Favorit von Sun Ra. „Chopin“ war die erste Studioaufnahme von Sun Ras Ausarbeitung des „Präludiums in A-Dur“ des „Miniatur-Opus 28 Nr. 7“ von Frédéric Chopin, das zuvor nur auf wenigen Live-Aufnahmen erschienen war, etwa in Live at Pit-Inn Tokyo, Japan, 8, 8, 1988 und Stardust from Tomorrow. Das Album Living Sky ist die erste neue Aufnahme des Arkestra seit ihrem 2021 mit dem Garmmy nominierten Album Swirling. Das Arkestra umfasst insgesamt neunzehn Musiker, darunter eine Streichergruppe. Die Kompositionen auf Living Sky seien sämtlich in ihrer Interpretation langmütige Angelegenheiten, die sich langsam zu Crescendos aufbauen, notierte Cal Cashin – jeder Track beinhalte sicherlich auch ein Ausufern, aber kein einziger übertreffe „Night of the Living Sky“; dies sei eine Art „astrale Swing-Musik“, unterbrochen von langen, anschwellenden Tönen auf Tara Middletons Geige und metallischer Perkussion.
Das Album wurde vom Produzenten Ahmet Uluğ in Auftrag gegeben, der eine lange Verbindung mit dem Arkestra hat, die bis in die 1980er-Jahre zurückreicht, als er die Gruppe regelmäßig in Philadelphia und New York hörte, und 1990 Sun Ras Auftritt in Istanbul promotete, sowie zahlreiche Shows des Arkestras nach Sun Ras Tod 1993. Nachdem er sich vor einigen Jahren aus der Musikindustrie zurückgezogen hatte, wurde Uluğ wieder als Produzent aktiv und gründete das Label Omni Sound.

## Titelliste

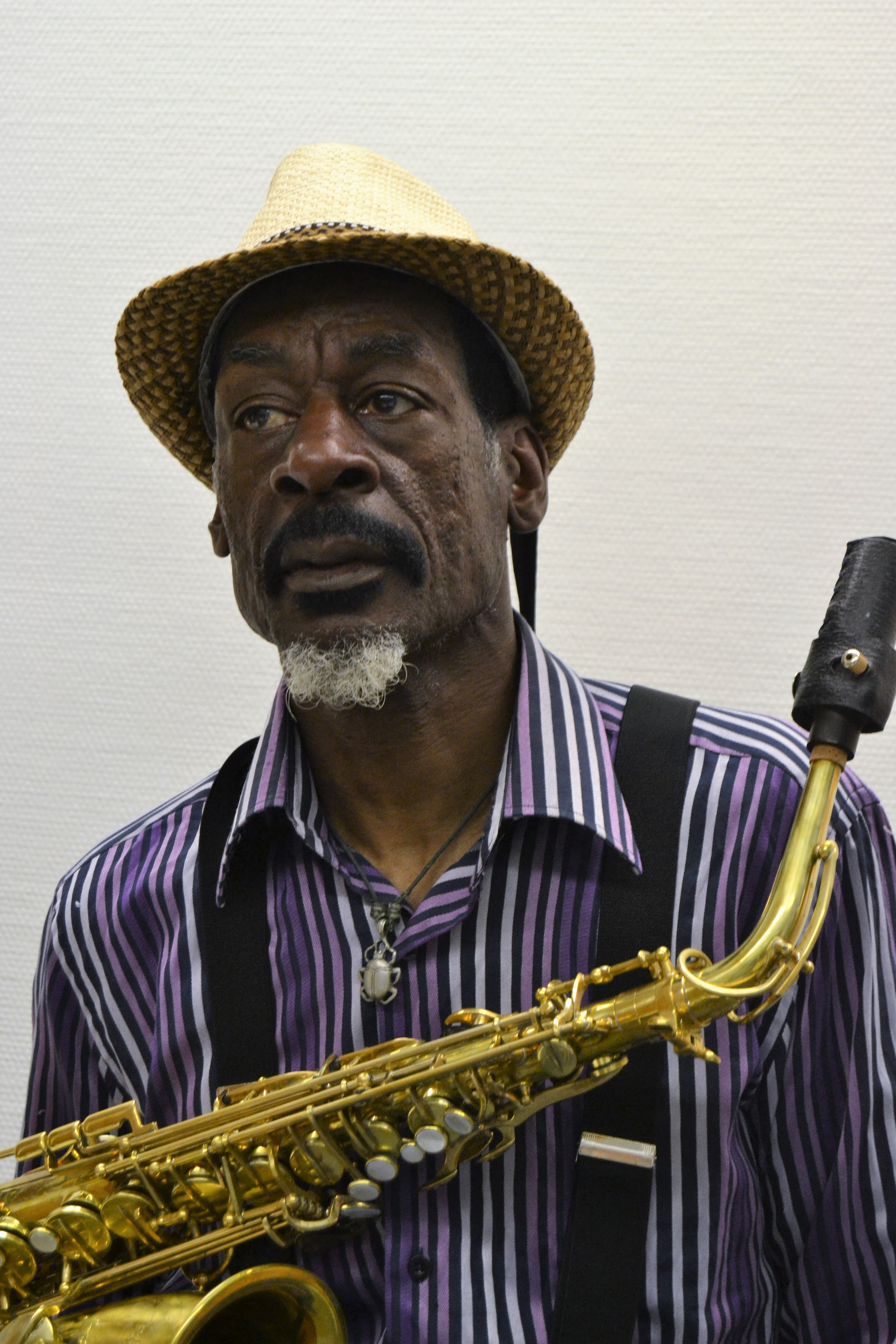
Knoel Scott (2017)

- Sun Ra: Living Sky (OmniSound/New York/Istanbul)

1. Chopin (Chopin) 7:45
2. Somebody Else's Idea (Ra) 6:21
3. Day of the Living Sky (Allen)
4. Marshall's Groove (Allen)
5. Night of the Living Sky (Ra)
6. Firefly (Allen)
7. [When You] Wish Upon a Star (Leigh Harline, Ned Washington)

## Rezeption
Michael J. West hob in seiner Rezension bei Bandcamp das Allen-Ra-Diptychon hervor, das dem Album seinen Namen gibt. Allens Komposition „Day of the Living Sky“ sei hier vordergründig eine Antwort auf Sun Ras „Night of the Living Sky“ („Day“ vor „Night“), aber es habe ein hypnotisches Eigenleben, mit Middletons suchender, wunderschöner Flöte, die lodert eine Spur über ein Meer aus Blechbläser-Füllungen und Allens verblüffendem Spiel auf der Kora. Es sei eine elegante Ergänzung für „Night“, das hier einen subtilen perkussiven Auftrieb durch tiefe Blechbläser und das durchdachte Zusammenspiel der Handperkussionisten Ron McBee, Jorge Silva und Elson Nascimento erhalte. Es sei eine meisterhafte Bearbeitung, die das Gefühl der Komposition in einer Weise völlig verändert, den Ra zweifellos gebilligt hätte. Das sei das eigentliche Erfolgsgeheimnis von Living Sky: Auch wenn der Hörer die Präsenz des legendären Bandleaders vermisse, behalte die Musik auch ohne ihn ihre volle Kraft, denn seine psychische Energie sei allgegenwärtig. Der Geist Sun Ras verfolgt das Arkestra nicht, aber sein Geist belebe es.

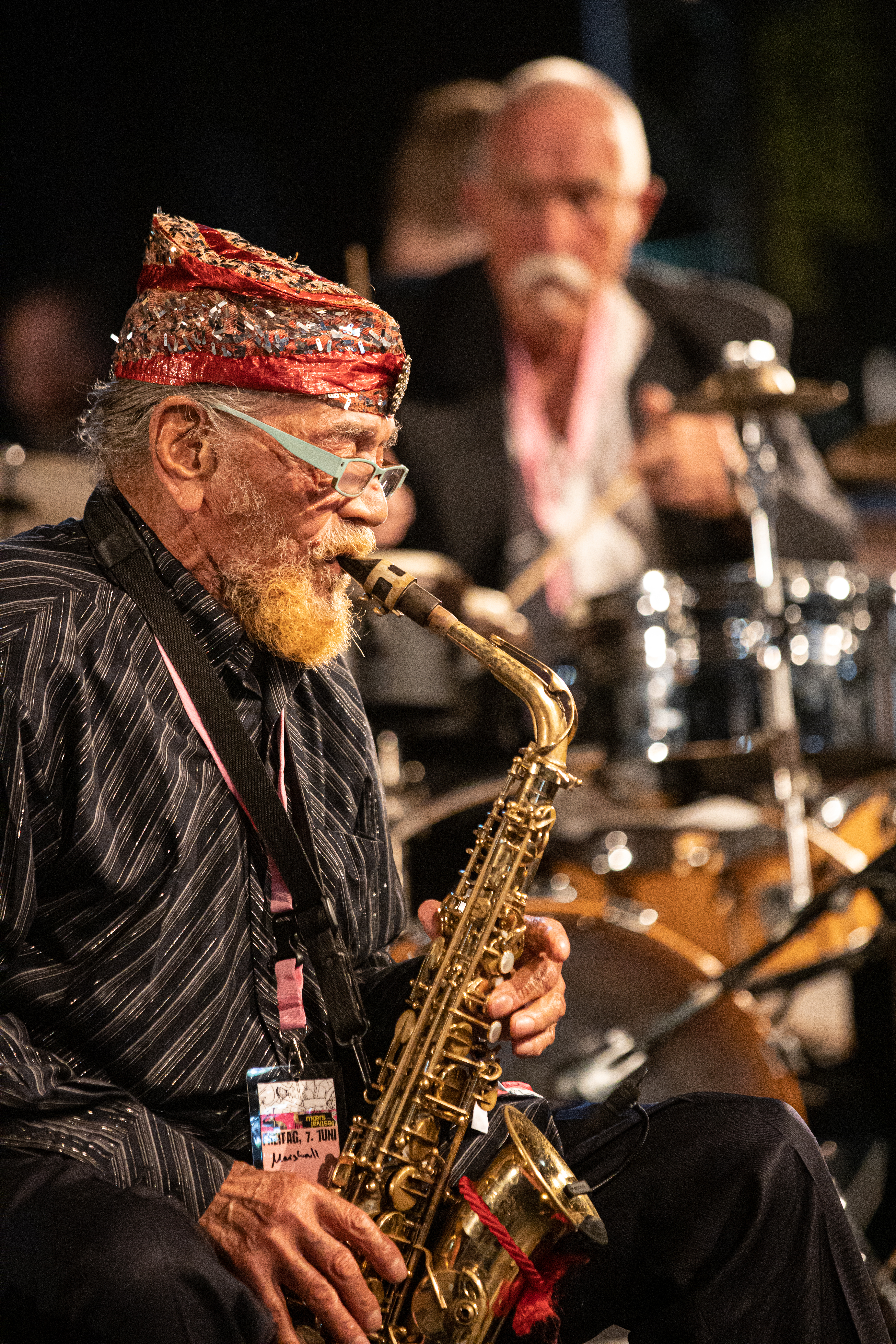
Marshall Allen beim moers festival 2019

Nach Ansicht von Jeremy Allen (The Quietus) werde das Album wie Swirling aus dem Jahr 2020 seinem bemerkenswerten Erbe gerecht und sei eine schöne Ergänzung zu einer unergründlich umfangreichen Diskographie. Wo Swirling mit Blick auf die Vergangenheit Schritte nach vorne gemacht habe, sei Living Sky weniger offenkundig Avantgarde als sein Vorgänger, und wenn der Geist und das Konzept auf Cosmic Tones for Mental Therapy von 1967 zurückgehen, dann sei die Musik hier mehr in der Big Band Version von Sun Ra der 1950er-Jahre verankert, besonders bei Tracks wie „Firefly“. Das heißt, der gesamte Sound werde „zweifellos auch durch wilde Pinselstriche astraler Launen verstärkt“. „Day of the Living Sky“ schwebe auf einem kosmischen Klangbett aus gezupften Streichinstrumenten. Das Highlight sei aber „Marshall’s Groove“, das sich klanglich über einen unbekümmert wandelnden Kontrabass mit Perkussionsbegleitung erstrecke, zumindest bis der unbezähmbare Allen zu seinem Solo ansetze, unterstützt durch weitere Blechbläser.
„Als Sun Ra 1993 unser Erdenreich verließ, hinterließ er ein Vermächtnis, das bis heute hell strahlt“, schrieb Cal Cashin (Loud and Quiet). Seine galaktische Musik, frei fließende Jazz-Odysseen, verblüffe und erleuchte weiterhin jede neue Generation, und das kosmische Reich, das er geschaffen habe, lebe in den Werken von Künstlern aus dem gesamten Genrespektrum weiter. Die Live-Shows des Sun Ra Arkestra seien berauschende, rituelle Ereignisse, und Living Sky eine alles verzehrende, prächtige Platte. Es erinnere an die hübschen und betörenden Momente des Arkestra-Backkatalogs, weit mehr als an das Bombastische und Experimentelle, etwa an das Funkeln von Sleeping Beauty und die berauschende Planeten-Wildnis von Lanquidity. Mit Living Sky würden Allen und seine Kollegen ganz bewusst das Rad nicht neu erfinden. Stattdessen sei ihr Ziel hier eine zusammenhängende und schöne Platte gewesen, Balsam für die Sinne und eine Hingabe an die ewige Schönheit des Universums. Und in der Tat lebe das Vermächtnis von Sun Ra durch das Arkestra damit weiter.
So wie seine ältere Musik Jahrzehnte nach der ursprünglichen Aufnahme gedeiht, übt das Sun Ra Arkestra weiterhin seinen Einfluss auf die moderne Szene aus., meinte Dave Sumner (Bandcamp), der das Album zu den besten Neuerscheinungen des Jahres 2022 zählte. Unter der Leitung von Marshall Allen sei das Ensemble für die Musik von heute genauso relevant wie damals, als Sun Ra die führende Kraft war, neue Wege im Jazz zu beschreiten. Living Sky sei „ein Geschenk der Gelassenheit“ und erzeuge einen hypnotisierenden Effekt, selbst wenn die Musik vor Lebendigkeit und Volatilität sprudelt. Dieses Album sei zweifellos eine der besten Aufnahmen des Jahres, aber um sich nicht im Lob dieser speziellen Musik zu verlieren, sei dies auch die Feier von Sun Ra Arkestra als eines der bleibenden Vermächtnisse des Jazz.